# Томашево (Росія)
Томаше́во (рос. Томашево) — присілок у складі Великоустюзького району Вологодської області, Росія. Входить до складу Орловського сільського поселення.

## Населення
Населення — 80 осіб (2010; 123 у 2002).
Національний склад (станом на 2002 рік):
- росіяни — 99 %